# Polar Research
Polar Research — оглядовий науковий журнал, що висвітлює наукові і соціальні проблеми полярних регіонів. Публікується Norwegian Polar Institute. Охоплює широке поле проблем від біології до океанології, включаючи соціо-економічні і управлінські проблеми.

Згідно з висновками Journal Citation Reports, у 2014 році Імпакт-фактор журналу дорівнював 1.141.

## Ресурси Інтернету
- Офіційний сайт